# Ousse
Ousse (okzitanisch: Ossa) ist eine französische Gemeinde mit 1.667 Einwohnern (Stand: 1. Januar 2022) im Département Pyrénées-Atlantiques in der Region Nouvelle-Aquitaine. Die Gemeinde gehört zum Arrondissement Pau und zum Kanton Pays de Morlaàs et du Montanérès (bis 2015: Kanton Pau-Est). Die Einwohner werden Oussois genannt.

## Geografie
Ousse liegt in der historischen Provinz Béarn am Fluss Ousse. Umgeben wird Ousse von den Nachbargemeinden Sendets im Norden, Artigueloutan im Osten und Südosten, Bordes im Süden und Südosten, Assat im Süden sowie Lée im Westen und Nordwesten.
Durch die Gemeinde führt die frühere Route nationale 117 (heutige D817).

## Geschichte
Zwischen 1973 und 1989 war die heutige Gemeinde Teil der Kommune Idron-Lée-Ousse-Sendets und von 1989 bis 2000 der Gemeinde Idron-Ousse-Sendets.

## Bevölkerungsentwicklung
| 1962                      | 1968 | 1975 | 1982 | 1990 | 1999 | 2006 | 2013 |
| ------------------------- | ---- | ---- | ---- | ---- | ---- | ---- | ---- |
| 356                       | 406  | -    | -    | -    | -    | 1367 | 1620 |
| Quelle: Cassini und INSEE |      |      |      |      |      |      |      |

## Gemeindepartnerschaft
Mit der spanischen Gemeinde Alfajarín in der Provinz Saragossa (Aragon) besteht seit 1994 eine Partnerschaft.

## Sehenswürdigkeiten

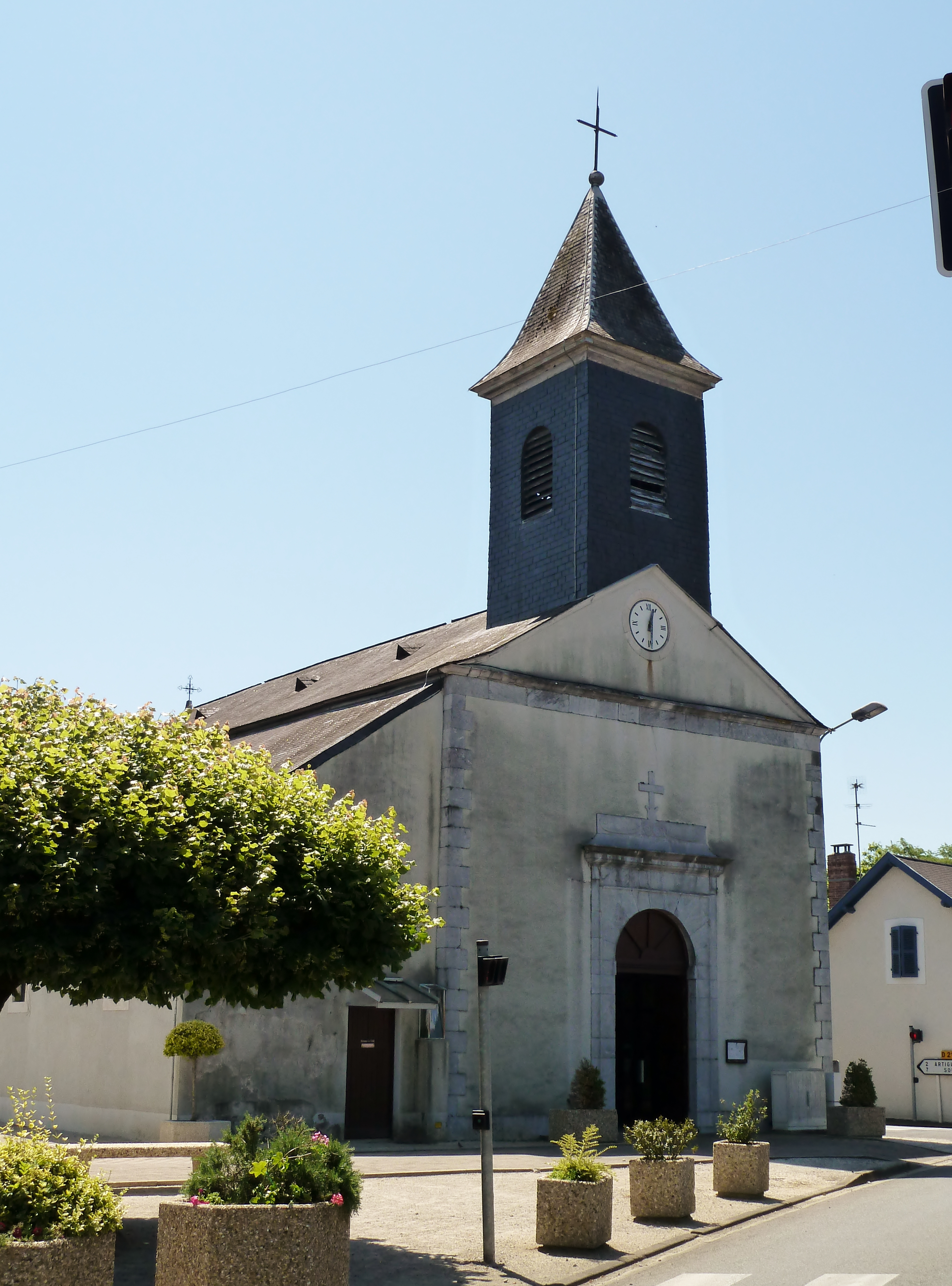
Kirche Saint-Julien-de-Lescar

- Kirche Saint-Julien-de-Lescar